# Sieger-Preis
Der Sieger-Preis für philatelistische Literatur ist benannt nach dem Briefmarkenhändler Hermann E. Sieger (1902–1954), der den Preis 1922 stiftete. Auf der Vorderseite der Medaille ist ein Porträt von Hermann E. Sieger mit dessen Namen, Geburtsjahr und Todesjahr zu sehen. Seit seinem Tod wird der Preis von einem Kapitel (einer Art Jury) verliehen, die sich aus einem Nachkommen und den vorhergehenden Preisträgern zusammensetzt. Die Verleihung findet jedes Jahr statt und sowohl inländische als auch ausländische Preisträger werden damit ausgezeichnet. Geehrt werden Schriftsteller oder Institutionen, die sich mit philatelistischer Literatur in deutscher Sprache hervorgetan haben.

## Preisträger

### 1922 bis 1932
- 1922 Carl Köhler: Neudrucke Württembergischer Freimarken der Kreuzerwährung.[1]
- 1923 Alexander Bungerz: Großes Lexikon der Philatelie.
- 1924 Zumstein Verlag: Spezialkatalog und Handbuch über die Briefmarken der schweizerischen Eidgenossenschaft.
- 1925 Alexander Berezowski: Handbuch der Luftpostkunde. Katalog sämtlicher Marken und Abstempelungen der Luftposten.
- 1926 Autorengemeinschaft: Alexander Hollstege, Carl Schmidt: Die St. Petersburger und Moskauer Stadt-Post (Festschriftbeitrag)
- 1927 
  - Edwin Müller: Die Postmarken von Österreich.
  - Rudolf Zoscak / von Witzleben: Beiträge zur Geschichte rumänischen Post und deren Postwertzeichen unter besonderer Berücksichtigung der Poststempel.
- 1928 
  - Ernst Heberle: Die Post im westlichen Etappengebiet und ihre Abstempelungen.
  - Carl Köhler: Die Entwertungsarten auf den ersten württembergischen Brieffreimarken, besonders die stummen und Distributionsstempel.
- 1929 Heinrich Brönnle: Beiträge der Kenntnis der Postanstalten Deutsch-Ostafrikas und ihren Abstempelungen.
- 1930 
  - Herbert Munk, J. B. Seymour: für das sogenannte Kohl-Handbuch
- 1931 Adolf Passer: Die Postwertzeichen von Bosnien und Herzegowina.
- 1932 Edwin Müller: Anfang und Ende der österreichischen Levantepost.

### 1933 bis 1945
- 1933 
  - Carl Schmidt: Die Postwertzeichen der russischen Landschaftsämter.
  - Hans Westphal für den DBZ-Beitrag: Die Berliner Postanstalten in der Zeit ihrer klassischen Aufgabestempel.
- 1934 Anton Baron von Kumpf-Mikuli: Neue Briefe über alte.
- 1935 
  - Adalbert Béla Szalay: Höhere Philatelie, die Philatelie der Zukunft.
  - Ernst Hartmann: Samos und seine Postverhältnisse (Pressebeitrag).
- 1936 nicht vergeben
- 1937 nicht vergeben
- 1938 
  - Johannes Nawrocki: Die ersten Barfrankierungen für Massensendungen.
  - Gustav Kobold: über eine DBZ-Beitrag über Inflationsbriefe
- 1939 
  - Georg Glasewald: Privatpostmarken-Katalog.
  - Eduard Peschl für dessen INFLA-Beiträge
- 1940 nicht vergeben
- 1941 
  - Friedrich Wallisch: Forschungsarbeit über die Gruppengliederung der ersten deutschen Zweimarkmarke im Reichsgebiet und als Kolonialvorläufer
  - Roman Stoebe für seine Pressebeiträge: Die deutschen Päckchenstempel, Die nachträgliche Entwertung von Briefmarken, Die Briefmarken von Norwegen, Die Aufdruckmarke Deutsches Reich Nr. 118. 2,50 M. Kupferdruck.
- 1942 
  - Hermann Schulze/Roman Stoebe: Deutsches Reich, 2,50 M. Offsetdruck.
  - Hermann E. Sieger: Köhler/Sieger: Die Briefmarken von Württemberg 1851–1881.
- 1943 nicht vergeben
- 1944 nicht vergeben

### 1945 bis 1960
- 1950 Franz Kalckhoff: Die Ganzsachensammlung der Brüder Petschek. Die Briefumschläge der deutschen Staaten. Die Ganzsachen für die Deutschen Schutzgebiete sowie für die deutschen Postanstalten im Ausland und für die im Weltkrieg besetzten Gebiete.
- 1951 Karl Winkler: Handbuch der bayerischen Poststempel bis 1880.
- 1952 Ewald Müller-Mark: Alt-Deutschland unter der Lupe.
- 1953 Karl Th. Meyer
- 1954
  - F. W. Gerhard Schmidt: Die Olympiaden im Markenbild. Die Olympiade 1960: Squaw Valley, Rom-Sport und Briefmarken 1959 und 1960.
  - Schmidt / Lothar Kempe: ...aller hundert Jahre. Beitrag zur Dresdner Philatelie. Sachsen-Dreier, Sachsen-Zwölfer.
  - Schmidt / G. Schneider: Sport und Briefmarken. Handbuch der Sportphilatelie. Geschichte der Sports.
- 1955 Alfred Clement: Luftfeldpost.
- 1956 Ernst Müller: Die Markenheftchen, Kehrdrucke und Zwischenstegmarken der Schweiz von 1904–1954.
- 1957 A. von Lenthe: Hannover, Postanstalten und Poststempel.
- 1958 Werner Flaschenträger: Die Briefmarken der Währungsreform in der sowjetischen Besatzungszone Deutschlands. Bezirks-Handstempelaufdrucke.
- 1959 Hermann Schultz: Deutsche Dienstpost 1939–1945.
- 1960 Fabian Bura: Die Olympischen Spiele auf dem Briefmarken der Welt.

### 1961 bis 1970
- 1961 Heinrich Wittmann: Forschungsarbeit und Spezialkatalog, Bautenserie 1948.
- 1962 Batliner: 50 Jahre Liechtensteinische Postwertzeichen 1912–1962.
- 1963 Walther Heering: Philatelie – Spiel und Ernst.
- 1964 Adolf Kosel: Philatelistische Arbeit im Austria-Philatelist.
- 1965 Friedrich Crüsemann: Handbuch und Stempelkatalog Deutsche Marine-Schiffspost 1867–1914.
- 1966 Fritz Wölffing-Seelig: Philatelistisches Handbuch „500 Jahre Post in Württemberg“.
- 1967 nicht vergeben
- 1968 Geschwister Josef und Gregor Bender: Vereintes Europa auf der Briefmarken.
- 1969 Kurt Dahmann: Deutsche Erstflüge 1919–1944. Deutsche Luftpost 1945–1967.
- 1970 Heinrich Schneider: Forschungen: Saar-Ausgaben, Postgeschichte, Saar-Handbuch.

### 1971 bis 1980
- 1971 Emil W. Mewes: Sammler-Lupe / Poststempelgilde Rhein-Donau.
- 1972 Kurt Karl Doberer: Rauten und gekrönte Löwen – Geschichte der bayerischen Briefmarken.
- 1973 Ullrich Häger: Großes Lexikon der Philatelie.
- 1974 Heinz Deinhart: Archiv für Postgeschichte in Bayern.
- 1975 Hans Rees: Die Postmeister von Luxemburg.
- 1976 Friedrich F. Steuer: Handbuch und Katalog der deutschen Kolonial-Vorläufer.
- 1977 Walter Diggelmann: Philatelistische Arbeit „Neue Zürcher Zeitung“
- 1978 Josef Bender: Die Briefmarke aus Kunst der kleinen Form. Die Entwicklung der Bildform des europäischen Postwertzeichens.
- 1979
  - Wilhelm Blank: Doktorarbeit: Philatelie in Fach- und Tagespresse.
  - Josef Schlimgen: Deutsche Marine-Schiffspost, Handbuch und Stempelkatalog 1914–1919. Neue Schriftenreihe der Poststempelgilde Rhein-Donau. Berichte der Kolonialbriefmarken-Sammler.
- 1980 Hans Paikert: Die UPU-Studie, philatelistische Belege zum Thema „Weltpostverein“.

### 1981 bis 1990
- 1981 J. H. Krebs: Tausend Tips für Briefmarkensammler.
- 1982 Rüdiger Wurth: für zahlreiche Beiträge in philatelistischen Fachzeitschriften und für einige seiner Bücher
- 1983 Städtische Bibliothek der Landeshauptstadt München / Philatelistische Bibliothek – Herr Gleixner: Für die freiwillige Errichtung einer philatelistischen Bibliothek innerhalb der Stadtbibliothek München
- 1984 Helga von Laak: als ehrenamtliche Leiterin des Verlages im Bund Deutscher Philatelisten
- 1985 R. F. Kohl: Schweizerisches Luftposthandbuch 1984.
- 1986 Fritz Haubner: Verzeichnis der philatelistischen Literatur über das altdeutsche Sammelgebiet Hannover mit kurzen Inhaltsangaben.
- 1987 H. F. Hunziker: Strubel, Helvetia assise non dentelée 1854–1862.
- 1988 Walter Kruschel: Klassische Berliner Postgeschichte.
- 1989 Peter Feuser: Deutsche Vorphilatelie.
- 1990 V. Parthen: Die John R. Boker Jr. Sammlung Altdeutsche Staaten.[2]

### 1991 bis 2000
- 1991 Heinz Jaeger: Für sein jahrzehntelanges philatelistisches Wirken.
- 1992 Joachim Dill: „Die aktuelle Briefmarkenecke.“
- 1993 Gerhard Webersinke: Chefredakteur der Michel-Kataloge.
- 1994 Fred F. Blau und Cyril Deighton: Handbuch „Die Orientfahrt / Die Ägyptenfahrt des LZ 127 Graf Zeppelin“.
- 1995 Philatelistische Bibliothek Hamburg[3]
- 1996 Fritz Heimbüchler: Rumänien – Die Ochsenköpfe der Moldau 1852–1862.
- 1997 Gotwin Zenker: Deutsches Reich, 2 Mark – Monographie einer Briefmarke.
- 1998 Joachim Gabka: Weltchronik in Briefmarken – Ein Bilderbuch über den Lebenslauf unseres blauen Planeten.
- 1999
  - Hans-Jürgen Wischnewski: 150 Jahre Deutschland auf Briefmarken – Mein Land, unsere Geschichte.
  - Jan Karasek: Tschechoslowakische Briefmarken und ihre Fälschungen – Seltenheiten der tschechoslowakischen Briefmarken 1918–1939.
- 2000 Peter Fischer:[4] Für sein philatelistisches Gesamtliteraturwerk, insbesondere für den Universal-Katalog der DDR.

### 2001 bis 2010
- 2001 Andreas Grünewald: Die Helvetische Republik 1798–1803.
- 2002 Jürgen Ehrlich: Sein Gesamtwerk als Berufsphilatelist, Führungspersönlichkeit des APHV, für seine vielseitigen fachjournalistischen Arbeiten und als Autor des PHILEX-Kataloges.
- 2003 Wolfgang Maassen:[5][4] Für seine zahlreichen Forschungsarbeiten und Veröffentlichungen als Fachjournalist und Autor.
- 2004[6]
  - Wolfram Grallert: Lexikon der Philatelie.
  - Horst Milde: Sachsen-Brevier, Poststationkatalog 1600-1867.
- 2005 J. Stenzke: für seine Verdienste als Chefredakteur der Michel-Kataloge[7]
- 2006 Günter Bechtold:[8] Für sein Fachwissen und Können und sein Engagement in Vereinen und Verbänden seit 50 Jahren. (Deutsche Inflation 1919–1923)
- 2007 Peter Tichatzky: für sein philatelistisches Lebenswerk[9][10]
- 2008[4]
  - Hans-Karl Penning, Helmut Oechsner und Wilhelm van Loo; für die vier Buchbände in der neuen Schriftenreihe des Bund Philatelistischer Prüfer
  - Bund Philatelistischer Prüfer e. V.: als Anerkennung für die gesamte organisatorische Leistung
  - Peter Fischer (Sieger-Preis mit Lorbeerrahmen): Das philatelistische Prüfwesen in der SBZ und DDR (1945-1990) in Kombination mit seinen neuesten Forschungsarbeiten auf dem Gebiet der philatelistischen Literatur
  - Wolfgang Maassen (Sieger-Preis mit Lorbeerrahmen):  Die Geschichte des Prüfwesens in der deutschen Philatelie (1860-1945)  in Kombination mit seinen neuesten Forschungsarbeiten auf dem Gebiet der philatelistischen Literatur
- 2009 Reinhard Metz: Georges Fouré. Die Geschichte eines genialen Philatelisten und Fälschers.[11]
- 2010[12]
  - Janusz Dunst: Werkverzeichnis des polnischen Briefmarkenstechers Czeslav Slania
  - Karlfried Krauss: Die preußischen Nummernstempel.

### 2011 bis 2020
- 2011 Ulrich Ferchenbauer: Handbuch und Spezialkatalog Österreich.[13]
- 2012 Ernst Schlunegger: für sein Lebenswerk und sein letztes Buch zur Liechtenstein-Philatelie.[14]
- 2013 Andreas Birken, Hans-Henning Gerlach: für ihre kartographischen bzw. lexikalischen Werke zu deutschen Kolonien[15]
- 2014 Torsten Berndt: dem Chefredakteur der Deutschen Briefmarken-Zeitung[16][17]
- 2017 Wolfgang Jakubek[18]
- 2018 Walter Schiessl[19]
- 2019 Dieter Michelson (FRPSL) und Karl Louis (FRPSL)[20]